# Protaetia resplendens
Protaetia resplendens är en skalbaggsart som beskrevs av Hermann Burmeister 1842. Protaetia resplendens ingår i släktet Protaetia och familjen Cetoniidae. Inga underarter finns listade i Catalogue of Life.